# Estany d'en Parú
L'estany d'en Parú és un estanyol d'aigües temporals localitzat ben a prop de l'Estany Martí, al municipi
de Cantallops.
Està envoltat per conreus, alguns d'ells abandonats, dels quals queda separat per un antic marge de pedra seca.
L'estany d'en Parú ocupa poc menys d'1,5 hectàrees de superfície i acull la població d'Isoetes setacea més gran de
Catalunya. Es tracta d'una planta extremadament rara al nostre país. A l'estany també hi ha una petita taca de creixenars amb glicèria. A part de l'esmentat isoet, també destaca la presència del pteridòfit Marsilea strigosa i la crucífera Cardamine parviflora.
Pel que fa als hàbitats d'interès comunitari, l'estany constitueix l'hàbitat prioritari 3170* Basses i tolls temporals mediterranis.
Pel que fa a la fauna, s'hi ha detectat alguns crustacis anostracis d'aigües temporals.
No es detecten factors que estiguin afectant negativament l'espai, tret de l'impacte paisatgístic derivat de la instal·lació d'un dipòsit d'aigua a un turó proper. L'estany es troba en molt bon estat de conservació.
Aquesta zona humida està inclosa dins l'espai de la Xarxa Natura 2000 ES5120009 "Basses de l'Albera".